# Gorski Židovi
Gorski Židovi (Dagh Chufuti; Judeo-Tati, Židovski Tati) su židovska etnička zajednica iz Dagestana (3.100) i Azerbajdžana (17.000) i Izraela gdje su se mnogi iselili (43.000) 2006. Ukupno ih ima 62,000.

## Jezik
Jezik Judeo-Tata (judeo-tatski, židovsko-tatski, bik, dzhuhuric, juwri, juhuri) pripada iranskoj grani indoeuropske jezične porodice, odnosno istoj kao i jezik pravih Tata (naroda muslimanske vjere), s kojim je srodan.

## Pismo
Prije je bio pisan židovskim slovima, a danas se primjenjuje ćirilica.

## Povijest
Brojni su Gorski Židovi danas iselili u Izrael. Ruski popis stanovništva iz 2002. navodi 3.394 pripadnika ovog naroda, koji su građani Ruske Federacije. Predci Gorskih Židova potječu iz Babilona. Prva naselja i prve sinagoge se može naći u gradu Derbentu u Dagestanu. Usprkos vjerovanjima mnoštva ljudi, Gorski Židovi su bili u Derbentu i prije kazarske vlasti. 
Židovska vjera i običaji su stoljećima održavani i njegovani.

## Vanjske poveznice
- Mountain Jews
- Are Mountain Jews Descended from the Khazars?